# Мензуральная нотация
Мензура́льная нота́ция — вид линейной ритмической нотации, господствовавший в западноевропейской музыке второй половины XIII — начала XVII веков. Первоначально термин относился только к вокальной многоголосной музыке, позднее к любой (в том числе, инструментальной).

## Введение
Слово «мензуральный» (лат. mensurabilis, mensuratus букв. «размеренный»; также figuratus «нотированный») в исторических документах всегда применялось не к нотации, а к самой музыке (например, в сочетаниях cantus mensurabilis, musica mensurata, cantus figuratus и т.п.). Техника ритмической композиции и адекватная ей система письменной фиксации ритма составляли единый научно-теоретический и дидактический комплекс. Под «мензуральной» подразумевалась многоголосная музыка с нотированным ритмом, в противовес одноголосию григорианского хорала — «плавной», или «ровной», музыке (лат. musica plana, cantus planus), где ритм определялся просодией, смыслом и формой молитвословного текста, и последовательно не нотировался.
Многоголосный склад (особенно по мере усложнения техники полифонической композиции, начиная со свободного и мелизматического органумов с регламентированным употреблением в них консонансов и диссонансов) потребовал обновлённой, «истинной» синхронизации вертикали, в отличие от той, что существовала в гетерофонной музыке (например, в параллельном органуме, состоявшем преимущественно из консонансов — квинты, кварты, октавы).

Графемы мензуральной нотации (только ноты, слева направо, в порядке уменьшения длительностей)

|            | мензуральные                                                | современные                                        |
| ---------- | ----------------------------------------------------------- | -------------------------------------------------- |
| максима    | или                                                         | short vertical stroke with double flag to the left |
| лонга      | или                                                         | short vertical stroke with double flag to the left |
| бревис     | single vertical stroke across one staff space               | black block of one staff space height              |
| семибревис | single vertical stroke across upper half of one staff space | black rectangle in upper half of staff space       |
| минима     | single vertical stroke across lower half of one staff space | black rectangle in lower half of staff space       |
| семиминима | small hook pointing to the right                            | modern quarter rest                                |
| фуза       | small hook pointing to the left                             | short vertical stroke with flag to the left        |
| семифуза   | small hook with two strokes to the left                     | short vertical stroke with double flag to the left |

## Краткая характеристика
В основу графики мензуральной нотации были положены символы римской квадратной нотации, для которых характерна квадратно-ромбовидная форма. Различались простые графемы (figurae), то есть одиночные ноты — максима, лонга, бревис, семибревис, позднее минима и семиминима, фуза и семифуза, которым соответствовали паузы соответствующей длительности, и лигатуры (ligaturae). Для ритмической расшифровки лигатур были установлены разветвлённые, весьма громоздкие правила.
В отличие от классической (круглой тактовой пятилинейной) нотации, где отношение между длительностями соседних ритмических уровней твёрдо установлено как бинарное (2:1), в мензуральной нотации это отношение может быть 3:1 (такая мензура называлась «перфектной», или совершенной) или 2:1 («имперфектная», или несовершенная, мензура).

Четыре основные мензуры. Знак во втором столбце показывает одновременно темпус и пролацию в данной мензуре. Порядковая нумерация (римские цифры от I до IV) условная.

Реальная длительность бревиса, семибревиса и минимы в конкретной мензуре зависит от заданного знаком мензуры бинарного или тернарного типа соотношения. В данной расшифровке минимальная счетная доля (знаменатель «тактового размера» в условной транскрипции) принята равной четверти (в первом и втором примерах = семибревису) или восьмой (в третьем и четвёртом примерах = миниме) — для удобства чтения современного музыканта.

В конкретном музыкальном сочинении бинарное и/или тернарное соотношение длительностей задавалось, как правило, сразу на двух уровнях: как (1) тип соотношения бревиса и семибревиса (такое соотношение называлось словом темпус — лат. tempus) и (2) тип соотношения семибревиса и минимы (так называемая пролация — лат. prolatio). Графически темпус и пролация отображались особыми знаками, которые выставлялись в начале первого нотоносца (круг, полукруг, с точкой внутри или без этой точки) — эти знаки в науке традиционно рассматриваются как предшественники позднейших обозначений тактового размера. Комбинация темпуса и пролации, таким образом, определяла фактическую протяжённость каждой ноты и паузы в целом, выводимую из частного соотношения каждой пары соседних ритмических уровней.

## Исторический очерк
Основоположником мензуральной нотации считается выдающийся учёный музыкант XIII века Франко Кёльнский. Его система зафиксировала происходивший в музыке процесс постепенного освобождения от модальных («стопных») формул в направлении усложнения и разнообразия ритмических структур (рисунков), которые вплоть до XIV века проявляли себя в рамках преимущественно трёхдольной («перфектной», тернарной) мензуры.
На стадии Арс нова во Франции мензуральная нотация вступила в новую фазу своего развития. Филиппа де Витри традиционно считают теоретиком, который узаконил «имперфектное» (двухдольное, бинарное) деление нот, ввёл новые мелкие длительности — минимы и семиминимы, а комбинацию темпуса и пролации обозначил в начале нотоносцев особыми символами, прообразами тактовых размеров. Математическое (квадривиальное) обоснование мензуральной нотации дал Иоанн де Мурис в трактате «Познание музыкального искусства» (1321). Классическим учебником мензуральной нотации в эпоху раннего Возрождения стала приписываемая ему «Книжечка о мензуральном пении» (ок. 1340).
В Италии сложилась собственная теория ритмики/нотации, впервые изложенная в трактате «Pomerium» (ок. 1319) Маркетто Падуанского, а в XV веке обобщённая в трудах Просдочимо де Бельдоманди. По сравнению с французской итальянская ритмическая теория имела ряд особенностей. Вместо того чтобы различать уровень деления темпуса и уровень деления пролации Маркетто предложил более простой «сплошной» критерий ритмического деления бревиса (лат. divisiones) на два или на три. Всего таких уровней ритмического деления Маркетто установил три: divisio prima, divisio secunda и divisio tertia, в результате чего образовались 6 способов деления бревиса на более мелкие длительности (то есть 6 подуровней его ритмического деления):
- quaternaria (примерно соответствует современному размеру 2/4 с минимальной длительностью восьмушкой),
- senaria perfecta (6/8 с квантом-восьмушкой),
- senaria imperfecta (3/4 с квантом-восьмушкой),
- novenaria (9/8 с квантом-восьмушкой),
- octonaria (2/4 с минимальной длительностью шестнадцатой),
- duodenaria (3/4 с квантом-шестнадцатой).

Первые четыре подуровня ритмического деления в итальянской системе аналогичны четырём комбинациям темпуса и пролации, установленным Витри (см. иллюстрацию). Два последних подуровня (octonaria и duodenaria) не имеют французских прототипов, они оригинальны.

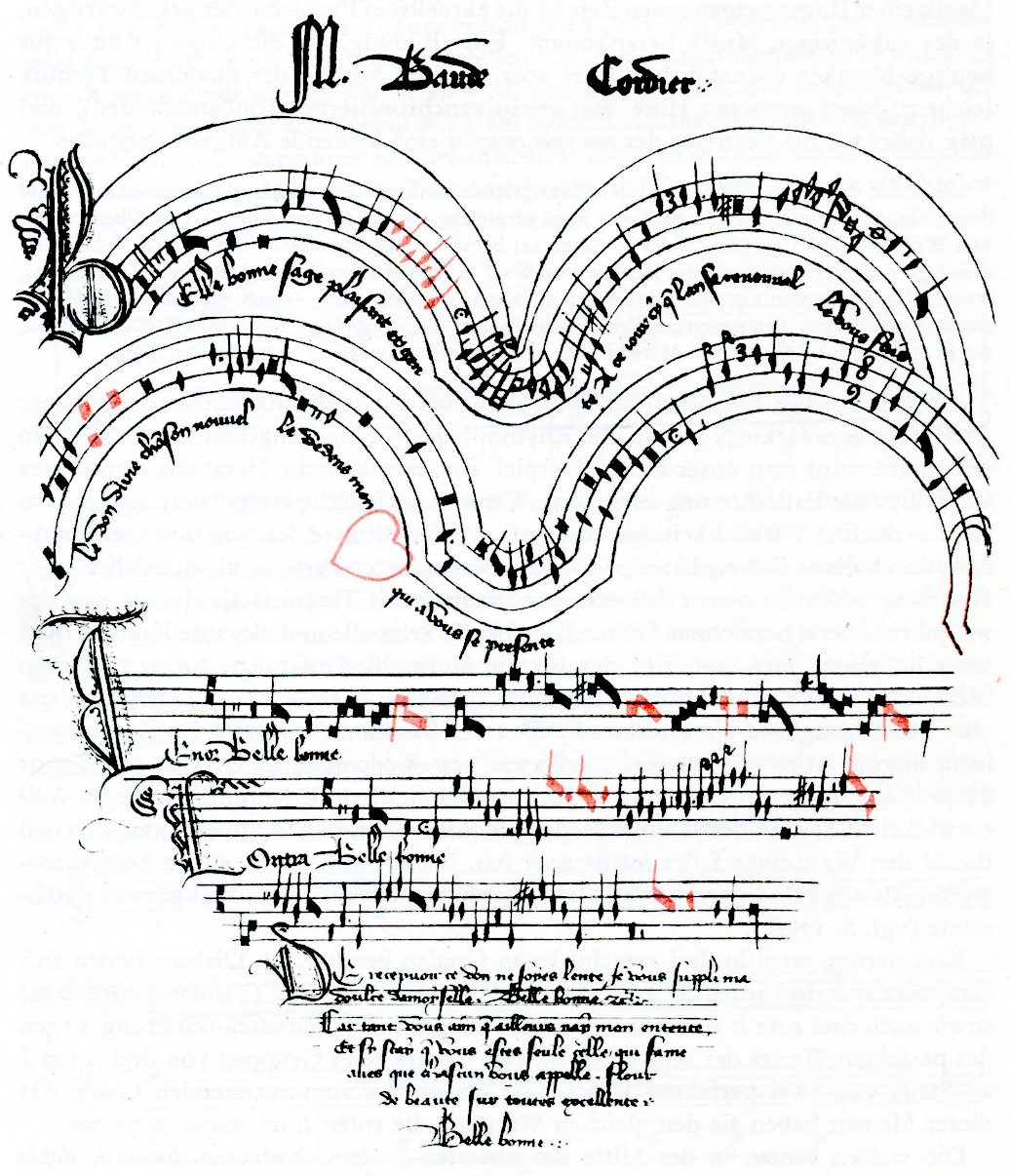
Образец маньеристской мензуральной нотации. Рондо́ Бода Кордье «Belle bonne» (ок. 1400)

В мензуральной нотации рубежа XIV-XV веков (главным образом, на юге Франции) проявились черты маньеризма (период Ars subtilior), которые реализовались в причудливых графических формах. Усложнилась и сама ритмика, получила распространение (например, в музыке Солажа) полиметрия — сочетание бинарной и тернарной мензур в одновременности («конфликтная» ритмика по В. Апелю) и прочие ритмические изыски. Ритмическим ухищрениям сопутствовали нотационные новшества, которые носили  локальный характер. К концу XV века национальные различия двух типов нотации нивелировались. Выделяют чёрную (ок. 1250 — ок. 1450) и белую мензуральную нотацию (ок. 1450 — ок. 1630), переход на которую осуществился без изменения её внутренней структуры.
Начиная с XV века в связи с общим усложнением ритмики и усилением её формообразующего значения (у Окегема, Обрехта и других композиторов, в теории — у Гафури и Тинкториса) получила развитие техника мензуральных пропорций. Пропорции, с одной стороны, были призваны нотировать явления полиритмии и полиметрии; с другой, они обозначали увеличение или (чаще) уменьшение всех длительностей суммарно, в рамках целых разделов сочинений. Для обозначения пропорций использовались цифровые обозначения (дробями или целыми числами), иногда словесные (лат. dupla, sesquialtera «двойная», «полуторная» и т.д.).
В конце XVI — начале XVII веков мензуральная нотация постепенно переродилась в тактовую партитурную нотацию классического типа, в том числе под влиянием особых инструментальных нотаций (табулатур), использовавшихся для записи светской, особенно песенно-танцевальной, музыки. Ноты приобрели овальные (округлые) формы, в качестве нормативного установилось бинарное деление длительностей на всех без исключения ритмических уровнях. Нормой стала запись тернарных длительностей как альтераций бинарных (например, длительность, равная трём четвертям, стандартно записывается как половинная с «удлиняющей» точкой). Это представление о бинарии как эталоне меры ритмического деления сохранилось в (традиционной) нотации до наших дней.

## Мензуральная нотация в других регионах мира
В XV веке в Корее появилась первая в Азии мензуральная нотация — Чонганбо (кор. 정간보?, 井間譜?).